# Eseni
Eseni so bili judovska verska skupnost, ki je nastala okoli leta 150 pr. n. št. in izginila s padcem Jeruzalema in rimsko zadušitvijo judovskega upora leta 70 n. št.. Mnoge, sicer ločene, a povezane skupine tistega obdobja, so delile podobna mistična, eshatološka, mesijanska in asketična prepričanja. Mnogi navajajo te skupine kot Esene. Leta 1947 so pri kraju Kumran ob Mrtvem morju našli rokopise, imenovane Kumranski rokopisi, ki naj bi pripadali esenom.

## Sodobni »eseni«
Na svetu obstaja kar nekaj skupin, ki trdijo, da so nasledniki antičnih esenov. V Sloveniji so psevdo-eseni zbrani v Slovenskem društvu za psihične raziskave, ki ima sedež v Horjulu. Njihova prizadevanja so usmerjena k pravičnosti, varovanju narave in miru. 